# Тадеуш Костюшко
Анджей Таде́уш Бонавенту́ра Костю́шко, також Тадей Косцюшко або Тадеуш Косцюшко (пол. Andrzej Tadeusz Bonawentura Kościuszko; 4 лютого 1746, Меречовщина, Новогрудське воєводство, Річ Посполита — 15 жовтня 1817, Золотурн, Швейцарія) — польський військовий та політичний діяч білоруського походження, учасник Американської революції та проводир польського повстання 1794 року. Вважається національним героєм Польщі, Білорусі, Литви та Сполучених Штатів, почесний громадянин Франції.
Костюшко, виходець зі спольщеної руської шляхти, народився в лютому 1746 року в родовому маєтку Меречовщина. Початкову освіту здобув у Любешівській школі піарів, у 20 років закінчив Варшавський кадетський корпус. Король Станіслав Август Понятовський помітив талант молодого Тадеуша й відправив його для подальшого вивчення військової справи та архітектури у Париж. Повернувшись 1774 року на батьківщину, Костюшко влаштувався репетитором дочок Юзефа Сосновського. Він закохався у старшу з них, Людвіку. Після невдалої спроби викрадення дівчини, він знову повернувся до Франції. Влітку 1776 польський офіцер, натхненний війною за незалежність США, вирушив до Північної Америки. У званні полковника Континентальної армії він керував будівництвом численних оборонних укріплень, зокрема під Філадельфією й Саратогою та форту у Вест-Пойнті. Здібності Костюшка отримали високу оцінку, у 1783 році його підвищили у званні до бригадного генерала, прийняли до ордену Цинцінната та надали почесне американське громадянство.
До Польщі Костюшко повернувся в 1784 році, однак через опозицію до короля і зв'язок з родиною князів Чорторийських він не зміг повернутися до військової служби. Упродовж 5 років Тадеуш жив у злиднях у невеликій заміській садибі. Тільки після проведення ліберальних реформ за підтримки місцевої шляхти знову потрапив до армії та отримав звання генерал-майора. 1792 року чинив опір російським військам, боровся проти Торговицької конфедерації. В березні 1794 року генерал організував і очолив національно-визвольне повстання. Завдяки вдалій стратегії та військовому таланту польські війська завдали низку поразок російській армії. Втім, у битві під Мацеєвичами головні сили повстанців були розбиті, а поранений Костюшко потрапив у полон. Залишившись без лідера, повстання зійшло нанівець, а Річ Посполита внаслідок третього поділу припинила власне існування. 1796 року, після смерті російської імператриці Катерини II, Костюшка помилував її наступник Павло I, який дозволив йому знову емігрувати до США. 1798 року Тадеуш повернувся до Європи, довгий час жив у Франції, а після Віденського конгресу і аж до своєї смерті в 1817 році — в Швейцарії. Спершу його поховали в Золотурні, згодом тіло національного героя доставили до Кракова й перепоховали в базиліці святих Станіслава і Вацлава.

## Походження

Герб Рох III

Тадей Костюшко — представник берестейського шляхетського роду Костюшків гербу «Рох III». Його прапрадід, кам'янецький боярин Костянтин Федорович (від зменшувальної форми цього імені й утворилося прізвище роду), служив придворним писарем великокнязівської канцелярії, отримав від Сигізмунда Старого у володіння село Малі Сехновичі Берестейського повіту. Дружиною Костянтина була Анна з княжого роду Гольшанських, поріднених з польськими королями і великими князями литовськими через шлюби Софії та Юліани Гольшанських з Ягайлом і Вітовтом відповідно.
До середини XVII століття Костюшки сповідували православ'я, але за часів москово-польської війни, як і багато хто з берестейської шляхти, відійшли від дідівської віри: одні перейшли в римо-католицтво, інші — стали греко-католиками. Костюшки з Сехновичів були римо-католиками. Людвік, батько Тадеуша, домігся в 1731 році уряду мечника Берестейського воєводства, обирався в 1743 році від шляхти воєводства в Литовський Трибунал, зумів якимось чином відсудити у Сапігів маєток Меречовщина, розташований на відстані двох верст від Косова. Мати, Текла Ратомська (пол. Tekla Ratomska), походила з руського шляхетського роду і була православною. На момент народження Тадеуша Костюшка, його родина володіла скромними земельними володіннями, на яких працювала 31 сім'я.

## Дитинство та юність

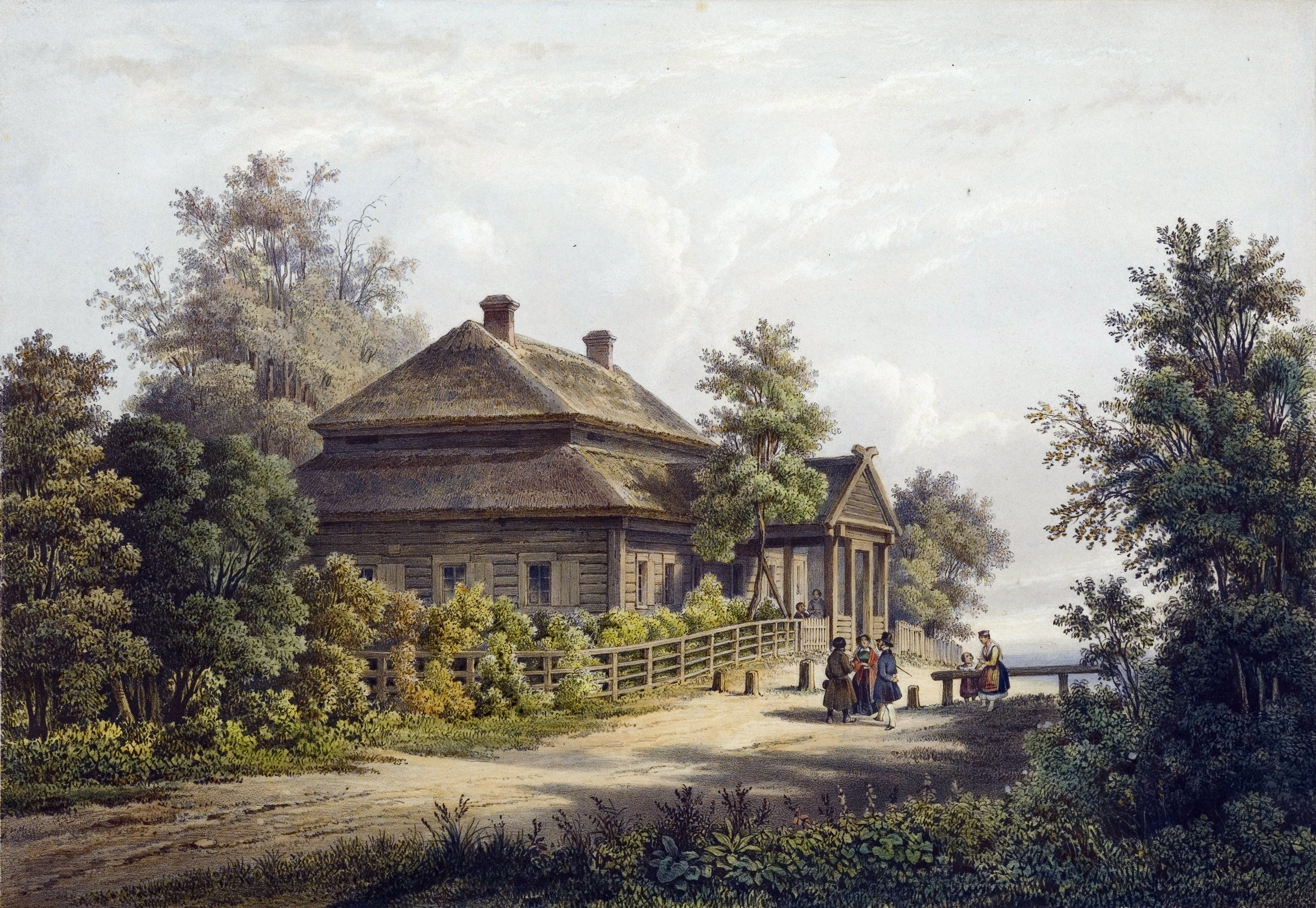
Родинна садиба Костюшків (1848)

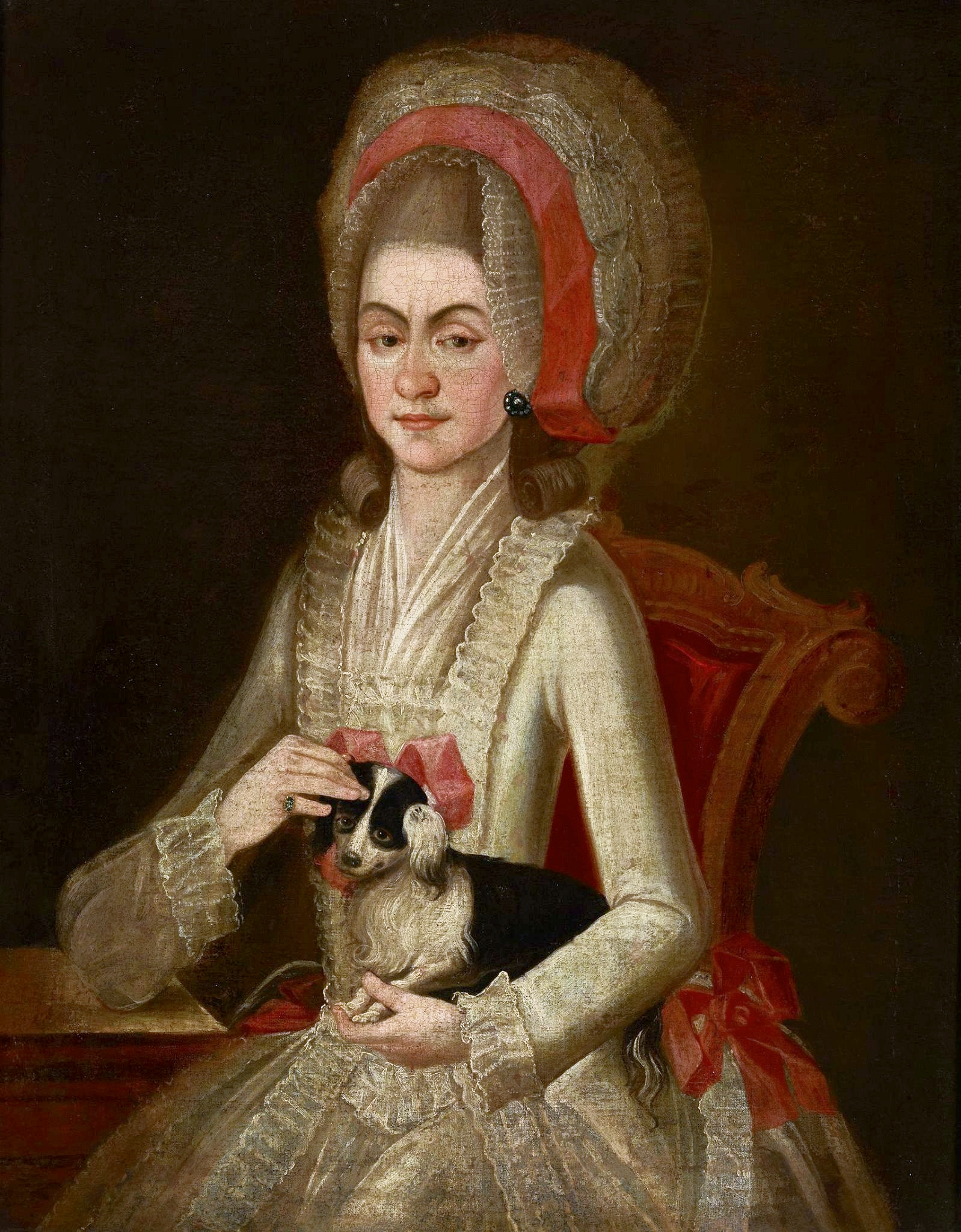
Портрет матері, Текли Ратомської

Більшість дослідників вважають, що Тадеуш Костюшко народився в лютому 1746 року у фільварку Меречовщина (пол. Mereczowszczyzna) поблизу містечка Косово, за іншими даними — у родовому маєтку Сехновичі. Обидва населені пункти розташовуються на теренах сучасної Білорусі. Точна дата народження також невідома; найімовірнішим є 4 лютого, проте окремі біографи наводять 12 лютого та 30 листопада 1745 року.

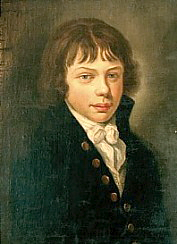
Портрет у підлітковому віці

Хлопчика охрестили в римо-католицькому Троєцькому костелі під іменами Андрей, Тадеуш, і Бонавентура, однак упродовж всього життя він користувався тільки другим із них. Деякі історики припускають, що його охрестили і за візантійським обрядом й назвали Андреєм на честь апостола Андрія Первозваного. За етнічною приналежністю Костюшки належали до руського роду. Хоча сучасні білоруські біографи інтерпретують його походження як білоруське, проте сам Костюшко називав себе литвином — терміном, який широко вживався відносно мешканців Великого князівства Литовського будь-якої етнічної приналежності. Костюшко не розмовляв білоруською мовою, оскільки його сім'я полонізувалася ще в XVI столітті, тому, як і більшість дворянства Речі Посполитої того часу, Тадей у повсякденному житті уживав польську мову та пов'язував себе з польською культурою.
Дитячі роки майбутнього борця за свободу пройшли у Меречовщині. Відомо, що у нього було дві сестри, Ганна і Катерина, та брат Юзеф. Як і всі діти незаможної шляхти, до дев'яти років Тадей виховувався вдома. 1755 року його разом зі старшим братом віддали в чернечу школу монахів-піарів в Любешові. У цій школі молодий Андрей Бонавентура навчався упродовж 5 років, до 1760; вивчав латинську, польську, французьку та німецьку мови, отримав початкові знання з математики та історії. Про його життя між 1760 і 1765 роками відомостей майже не збереглося. Однак, достеменно відомо, що після раптової смерті батька у 1758 році фінансовий стан сім'ї значно погіршав.
18 грудня 1765 року молодого шляхтича, завдяки протекції князя Адам Казимира Чорторийського, зарахували до Варшавського кадетського корпусу — привілейованої лицарської школи, утвореної польським королем Станіславом Августом Понятовським. Зараз у цій будівлі розташований Варшавський університет. Корпус спеціалізувався на військовій інженерії. Кадети займалися фізичною підготовкою, фехтуванням, верховою їздою, вивчали тактику, літературу та історію, латинську, німецьку і французьку мови, арифметику, геометрію і вищу математику, фізику, політичну економію; одним із основних предметів була артилерія, особлива увага приділялась географії та тригонометрії. За свідченнями друзів по корпусу, Тадеуш був забіякою, не ухилявся від дуелей і мав «кілька шрамів на тілі». Уже тоді Костюшко дивував оточення своїми аскетизмом, волею і цілеспрямованістю, які нагадували його друзям короля Карла XII, за що Тадеуш отримав прізвисько «Швед». Відмінні здібності, амбіційність і наполегливість дозволили юнаку стати одним із найкращих кадетів. 20 грудня 1766 року він, після закінчення навчання в корпусі за спеціальністю військового інженера, отримав звання хорунжого, а в 1768 — звання капітана.

## Подорож Європою

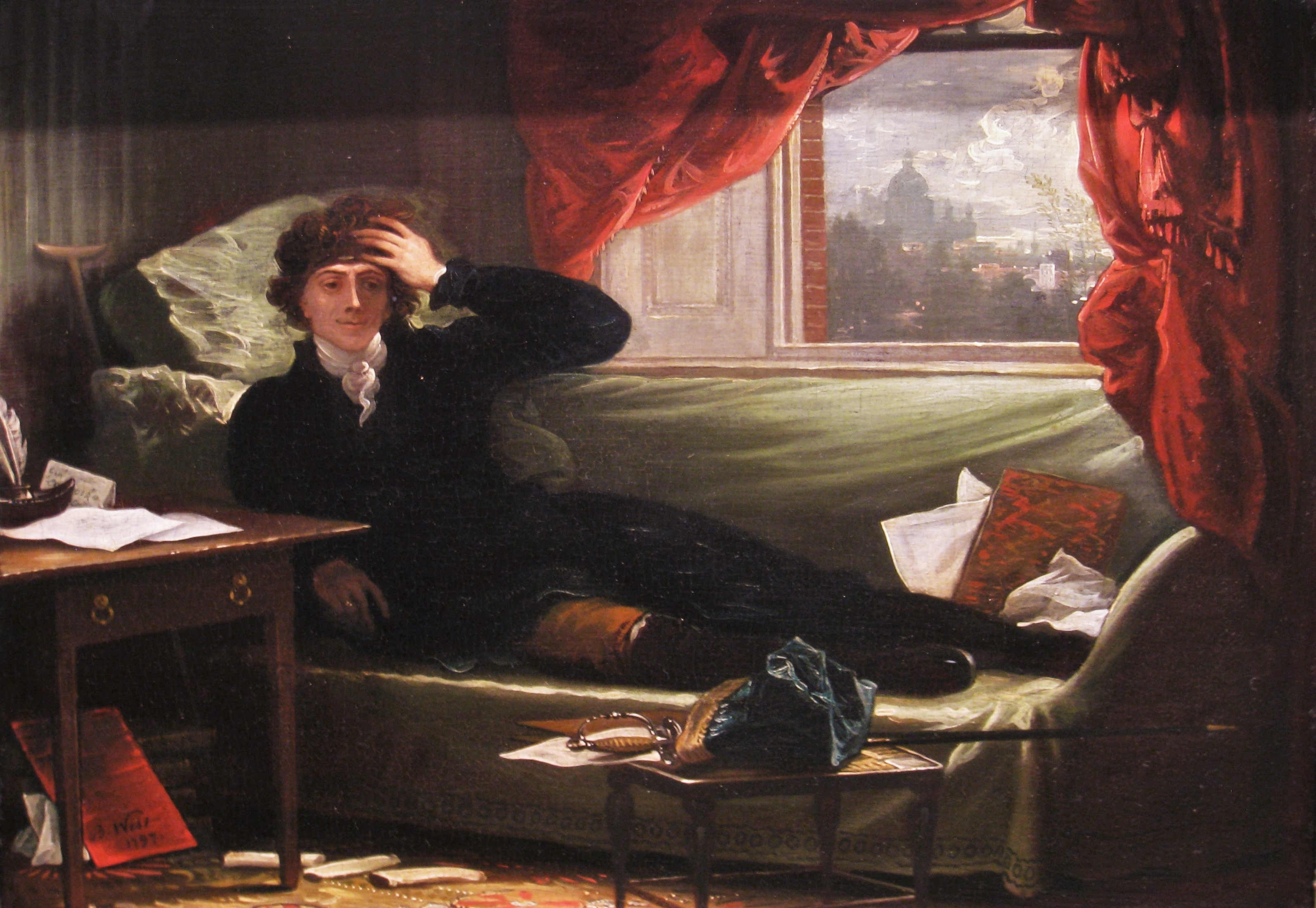
Генерал Тадеуш Костюшко (General Thaddeus Kosciusko). Картина Бенджаміна Веста, 1797

У 1768 році, коли Барська конфедерація вирішила розірвати союз з Росією для захисту незалежності, в Речі Посполитій розгорнулась громадянська війна. Брат Костюшка, Юзеф, воював на боці повстанців, які виступали проти рівноправності православних і греко-католиків. Зіткнувшись із важким вибором між повстанцями і своїми патронами — королем і сім'єю Чорторийських, які схвалювали поступовий перехід під російське панування — Костюшко вирішив покинути Польщу. Наприкінці 1769 року він і його колега, відомий художник Олександр Орловський, отримали королівську стипендію і 5 жовтня виїхали до Парижа. Вони хотіли продовжувати свою військову освіту, але, оскільки були іноземцями, вони не мали можливості поступити в жодну з паризьких військових академій, крім того їм бракувало матеріальних коштів для інженерної освіти. Натомість їх зарахували до Королівської академії живопису і скульптури. Там Костюшко проявив зацікавленість до малювання та живопису, брав уроки архітектури у відомого французького архітектора Жана-Родольфо Перроне. Ескізи майбутнього полководця дійшли до нашого часу й зберігаються в польських музеях як національно-історична коштовність.

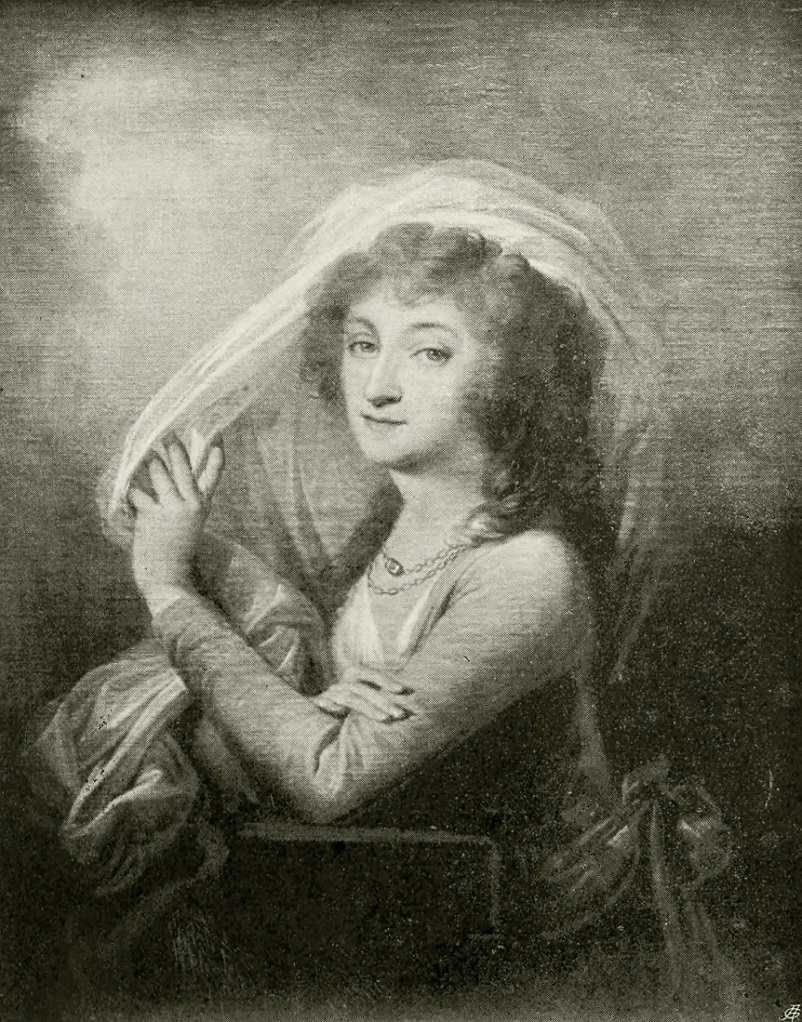
Портрет Людвіки Сосновської

Однак, молодий шляхтич не здавався в своєму прагненні поліпшити й військові знання. Протягом п'яти років він відвідував приватні лекції викладачів військових шкіл, був частим гостем паризьких бібліотек. Праці мислителів французького просвітництва, зокрема Вольтера, Монтеск'є, а, особливо, Жана-Жака Руссо, разом з релігійною терпимістю, яка панувала на території Речі Посполитої, справили сильний вплив на його світогляд. Не менш сильне враження здійснила французька економічна теорія фізіократів. Перебування у Франції сприяло формування у Костюшка республіканського світобачення з притаманними йому ідеалами свободи совісті, рівноправності станів й демократичного устрою. Попри те, він також продовжував розвивати свої художні навички; і, хоча його кар'єра пішла іншим напрямом, він все життя продовжував малювати і писати картини. Після короткої подорожі до Англії, Італії, Швейцарії та Німеччині влітку 1774 року Тадеуш повернувся до Варшави.
Батьківщина переживала важкі часи. Внаслідок першого поділу Речі Посполитої в 1772, Російська імперія, Пруссія і Австрія захопили значну частину території країни і посилили й без того чималий вплив на внутрішню політику польсько-литовської держави. Коли Костюшко дістався дому, він виявив, що його брат Юзеф розтратив власне майно, частину коштів самого Тадея і вліз у борги. Військового інженера чекало й інше розчарування: після поділу держави чисельність війська скоротили до 10 тисяч жовнірів, тому місця в армії для нього не знайшлося, а купити собі патент на офіцерську посаду з огляду на фінансовий стан було неможливим.
Брак коштів змусив Тадея зайнятися репетиторством, він поступив на службу до смоленського воєводи та магната Йосипа Сильвестра Сосновського, де навчав малюванню та математиці двох його доньок. Костюшко закохався в старшу з них, Людвіку Сосновську, вона відповіла взаємністю. Однак, спроба одружитись з дівчиною виявилась невдалою: Сосновський не схотів і чути про шлюб дочки з бідним та неродовитим шляхтичем. У даній ситуації не зміг допомогти і патрон Чарторийський, тому молоді люди, вирішивши повінчатися таємно, зважилися на втечу. Тадеуш викрав Людвіку, осідлав коней і рушив у напрямку сільської каплиці. Батько та слуги, схвильовані відсутністю доньки, вирушив в погоню і з легкістю наздогнали закоханих. Юний Костюшко отримав серйозну прочуханку — можливо, саме ця подія стала причиною його пізнішої антипатії до класової нерівності. Невдовзі батько Людвіки видав дівчину за Юзефа Любомирського, сина київського каштеляна.
Розчарований батьківщиною, молодий шляхтич вирішив скуштувати кращої долі на чужині. 9 і 10 жовтня 1775 року Тадей Костюшко, якому було категорично відмовлено перебувати в будинку Сосновського, передав права на свою частину Сехновичів старшій сестрі Ганні. За рішенням родини управителем села став її чоловік Петро Естк, який зі своєї сторони зобов'язався виплатити всі борги кредиторам Тадея. Восени, позичивши у родичів та знайомих значну суму коштів, Костюшко емігрував. 21 жовтня 1775 року він виїхав до Дрездена, де намагався потрапити в саксонське військо. Коли дана ідея не увінчалася успіхом, спробував вступити до армії курфюрста. Йому відмовили і тут, після чого він вирішив повернутися до Парижу. Там він дізнався про події американської революційної війни, в якій британські колонії в Північній Америці повстали проти британської корони і почали боротьбу за незалежність. Перші американські успіхи отримали широкий розголос у Франції, після чого французький народ і уряд відкрито підтримали позицію революціонерів.

## Війна за незалежність США
Костюшко, людина революційних поривань та прагнень, разом з іншими іноземними офіцерами в червні 1776 року відплив до Північної Америки. Найімовірніше це сталось завдяки допомозі французького прихильника війни за незалежність колоній Нового світу П'єра Бомарше. Трансатлантичне плавання пройшло не без пригод. Неподалік узбережжя Мартиніки корабель потрапив у сильний шторм. Потужні хвилі кидали судном, поки від нього не залишилися тільки друзки. Коли шторм стих, Тадеуш прив'язав себе і врятованих моряків до зламаної щогли й доплив до берега. Дивом врятований від загибелі Костюшко близько місяця пробув на острові, і невдовзі відплив до континенту. Уже в серпні він зводив укріплення Філадельфії, де засідав Другий Континентальний конгрес. Його знання і здібності помітив Джордж Вашингтон, і завдяки останньому 31 серпня 1776 року Тадеуша призначили у військове міністерство Сполучених Штатів.

### Північна армія

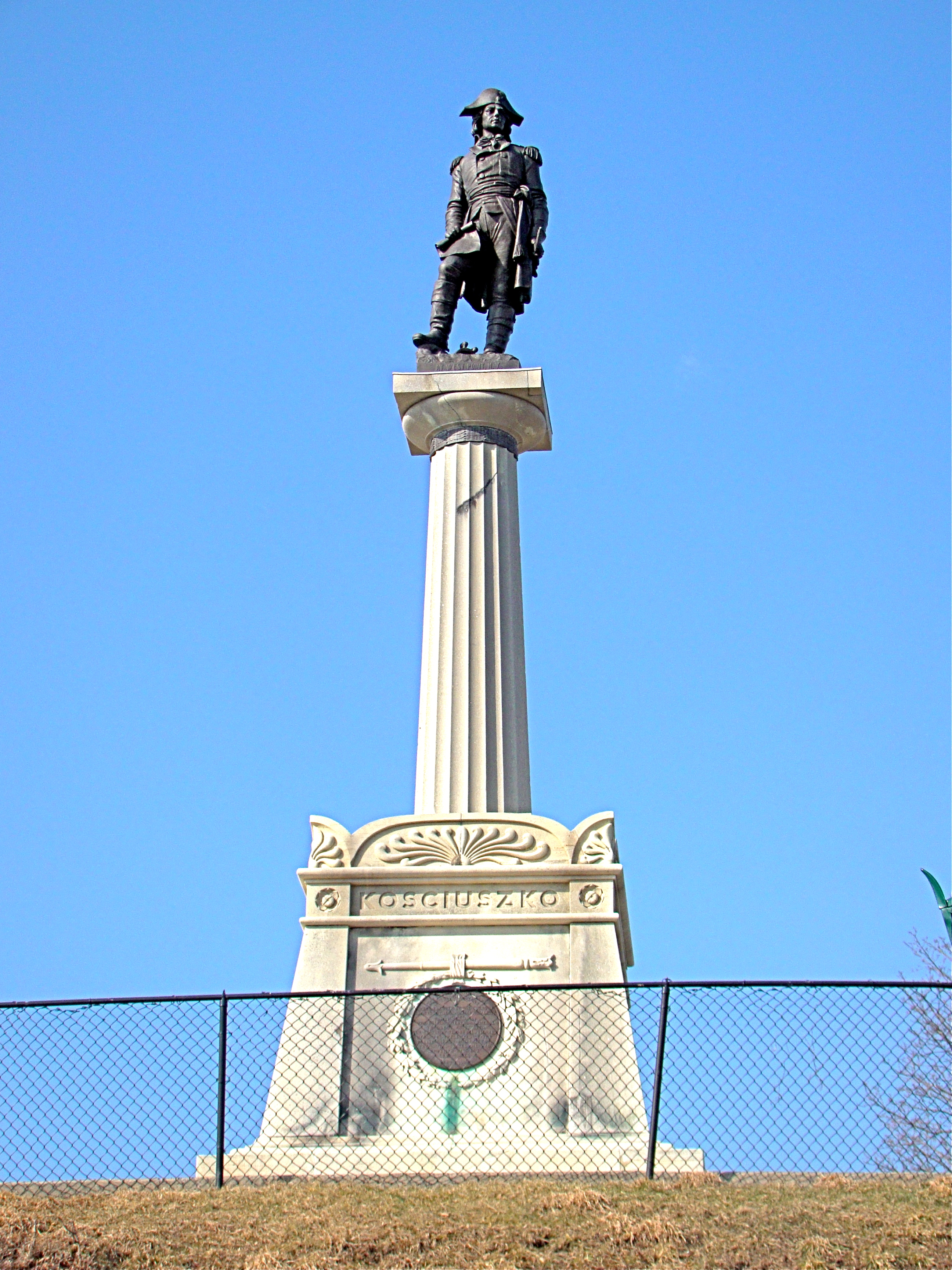
Монумент Тадеушу Костюшку у Вест-Пойнті

Першим серйозним випробуванням військового таланту Тадеуша Костюшка стало будівництво укріплень форту Білінгспорт (Філадельфія) для захисту берега річки Делавер і запобігання можливого просування британських військ вгору за течією до міста. Про надзвичайну важливість Філадельфії слугував той факт, що саме тут перебувало вище американське військове керівництво, тут засідав Другий Континентальний конгрес. Костюшко з повною віддачею сил взявся за поставлену справу. За розробленим планом були укріплені мис Біллінг і однойменний порт, а річку перекрили кількома рядами перегород. Спершу Анджей Тадеуш працював добровольцем у Бенджаміна Франкліна, а 18 жовтня 1776 Конгрес, враховуючи заслуги революціонера у розробці оборонних укріплень і взявши до уваги рекомендації Адама Чарторийського та американського генерала Чарльза Лі, призначив Костюшко полковником інженерних військ Континентальної армії.

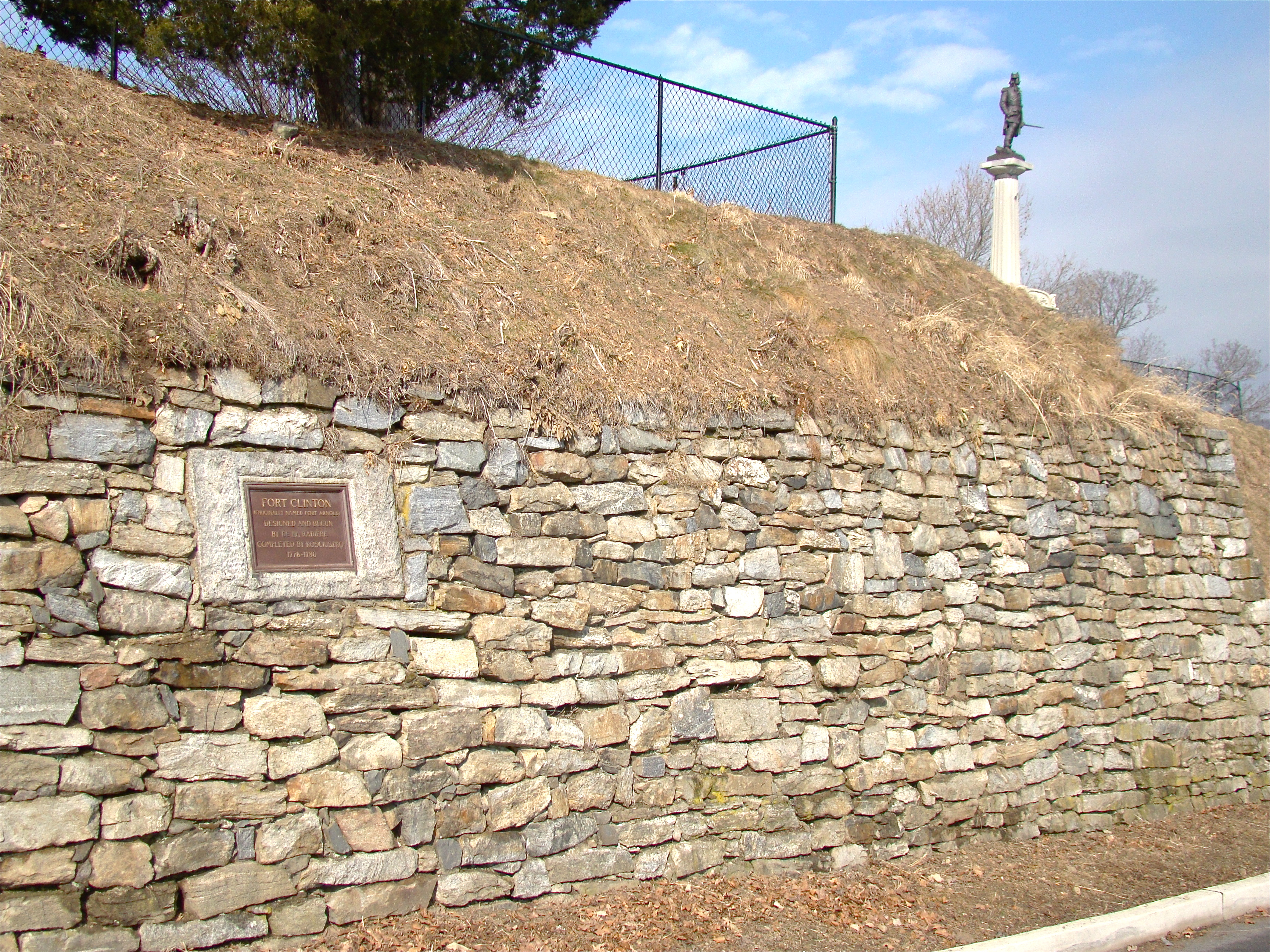
Форт Клінтон (Вест-Пойнт)

Навесні 1777 головна загроза для молодої республіки нависла з півночі. Бонавентура перевели до Північної армії під командування генерал-майора Гораціо Гейтса. В травні того ж року підрозділи Північної армії підійшли до канадського кордону. Як головний інженер Костюшко відповідав за будівництво фортів та укріплення військових таборів, при їх проєктуванні Тадеуш зосереджував свою увагу насамперед на тому, як сприятливо використати особливості ландшафту. Невдовзі польського інженера перевели до форту Тикандерога, однієї з найпотужніших та грізних фортець Північної Америки. Детальний огляд місця майбутньої битви доводив необхідність контролю над пагорбом Sugar Loaf. З цієї височини відкривався вид на всю цитадель, що робило його ідеальним місцем для розташування артилерійської батареї. Міркування Тадеуша підтримали й інші інженери, проте командир гарнізону бригадний генерал Артур Сент-Клер з його аргументами не погодився. Це виявилось тактичною помилкою: коли британська армія прибула в липні 1777 року, вона зробила саме те, про що так наполегливо попереджав Костюшко.
Оскільки англійці повністю встановили контроль над височинами, становище американців стало безнадійним, і вони здали фортецю без бою. Британські сили почали переслідування своїх супротивників — змучених солдат Континентальної армії, що безладно відступали на південь. Генерал-майор Філіп Шайлер, відчайдушно намагаючись відірватися від британців, наказав досвідченому Тадеушу затримати ворожі війська. Костюшко знайшов блискуче рішення: за його розпорядженням солдати перекрили дороги та греблі зрубаними деревами, мости і дамби, які міг використати супротивник, було зруйновано. Долаючи перешкоди, обтяжені величезним транспортом британці втратили дорогоцінний час, за який американські армійці встигли безпечно переправитися через річку Гудзон.
Гейтс наказав Костюшку обстежити територію між протилежними арміями, вибрати найвдалішу позицію і добре її укріпити. Нею стала місцевість поблизу Саратоги, знана як Бемис-Хайтс (англ. Bemis Heights), що підноситься над Гудзоном. Костюшко, використовуючи природні перешкоди, збудував укріплення, майже неприступні з будь-якого напрямку. У двох битвах під Саратогою армія Гейтса зуміла вистояти під натиском англійців, перейшла в наступ і оточила супротивника. 13 жовтня здався англійський генерал Джон Бергойн, а 17-го капітулював його шеститисячний корпус. Залишки його загону відступили від форту в напрямку Квебека. Дана битва вважається переломним моментом всієї американської революційної війни. Дії Костюшка під Саратогою удостоїлися великих похвал від генерала Гейтса, який пізніше розповідав своєму другу Бенджаміну Рашу: «Великими тактиками кампанії стали пагорби і ліси, які завдяки вмінню молодого польського інженера були обрані для моєї позиції». У листі голові Конгресу від 10 листопада 1777 Джордж Вашингтон називав 31-річного Тадеуша «людиною науки і найвищих якостей».
У 1777 році Костюшко склав полонез та адаптував його для клавесина. Названа на його честь музична композиція пізніше здобула популярність серед польських патріотів під час Листопадового повстання 1830 року. Приблизно в той же час Тадеєві виділили чорношкірого помічника Агріппа Халла, до якого він завжди ставився як до рівного собі друга. У березні 1778 Костюшко прибув у фортецю Вест-Пойнт, яка з часом перетворилася на головну військову академію Армії США. Тут він провів понад два роки, займаючись зміцненням фортифікаційних споруд і поліпшенням оборони цитаделі. Інженер не став дотримуватися поширеної практики будівництва фортець за наявними в той час зразками, а, використовуючи характер місцевості, розташував форти, редути, батареї та малі укріплення на важкодоступних пагорбах. Головний форт Клінтон спорудили на схилі найвищого пагорба, на правому березі річки Гудзон, над ним ярусами розташовувалися батареї. Сама річка була перекрита потужним 60-тонним ланцюгом, який перешкоджав просуванню британських кораблів. Після завершення робіт у Вест-Пойнті в серпні 1780 генерал Джордж Вашингтон задовольнив прохання Костюшко про призначення головним інженером в Південну армію.

### Південна армія

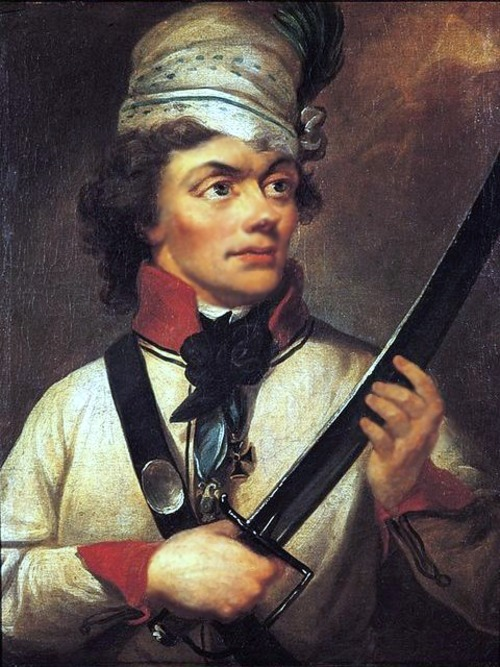
Портрет Костюшко, написаний Казимиром Войняковським

1780 року Тадеуша Костюшка, який встиг зарекомендував себе освіченим та розважливим військовим керівником, направили на південь Сполучених Штатів. Після подорожі сільською місцевістю штату Вірджинія в жовтні 1780 року він прибув до Північної Кароліни зі звітом для Гораціо Гейтса. Однак, його він не застав: після розгромної поразки бригадного генерала у першій битві при Камдене Континентальний конгрес за порадою Вашингтона усунув Гейтса від командування Південною армією. На його місце призначили генерала Натаніеля Гріна, який вважався одним із найздібніших і найнадійніших американських воєначальників. Офіційно він прийняв командування 3 грудня 1780. Костюшко продовжив військову службу на посаді головного інженера, на той час його діяльність отримала високу оцінку і Гейтса, і самого Гріна.
На південному театрі бойових дій Костюшко входив в підрозділ, який займався будівництвом плоскодонних човнів, організовував закріплення на позиціях, керував розвідувальними операціями, відповідав за розміщення таборів та обстеженням переправ. Його праця виявилася вкрай важливою під час знаменитої «гонки до річки Данн» (англ. «Race to the Dan»), яка мала місце в січні та лютому 1781 року. Напередодні цієї події ситуація склалась не на користь повстанців: американська армія, ослаблена важкими боями й до того ж погано екіпірована, протистояла чисельно переважальним військам британського генерала Чарльза Корнуоліса. Зважаючи на вразливе становище, Натаніель Грін вирішив відступити, британці ж кинулися переслідувати. Бійці Континентальної армії, пройшовши загалом 320 км, спромоглись відірватися та без особливих втрат переправилася через повноводні річки Ядкін та Данн. Велику роль у переправі відіграли збудовані під керівництво Костюшка плоскодонні човни (бато); Корнуолліс, який подібних човнів не мав, відмовився від погоні й повернувся в Північну Кароліну. Це дало можливість американцям перегрупувати свої сили південніше Галіфакса (штат Вірджинія), де напередодні Тадеуш звів укріплений табір.
Війська Натаніеля Гріна отаборилися у місці біфуркації річки Діп-рівер (англ. «Deep River») поблизу будівлі суду в Гілфорді. Битва, що відбулася тут, завершилась повним розгромом військ Корнуоліса, а стратегічна перевага на південному театрі бойових дій аж до кінця війни перейшла до рук революціонерів. Навесні 1781 року повстанці розгорнули потужний наступ в Південній Кароліні, Тадеуш Костюшко також приєднався до основного корпусу Південної армії. Об'єднані американські сили в другій половині 1781 витіснили британців до прибережних портів, а 16 серпня завдали їм поразки у другій битві при Камдене. З 22 травня до 18 червня Костюшко брав участь в облозі форту Стар — опорного пункту лоялістів. Облога виявилась невдалою; на підході до траншеї, яку власноруч конструював, Костюшко отримав своє єдине поранення за сім років служби: удар багнетом в сідницю.

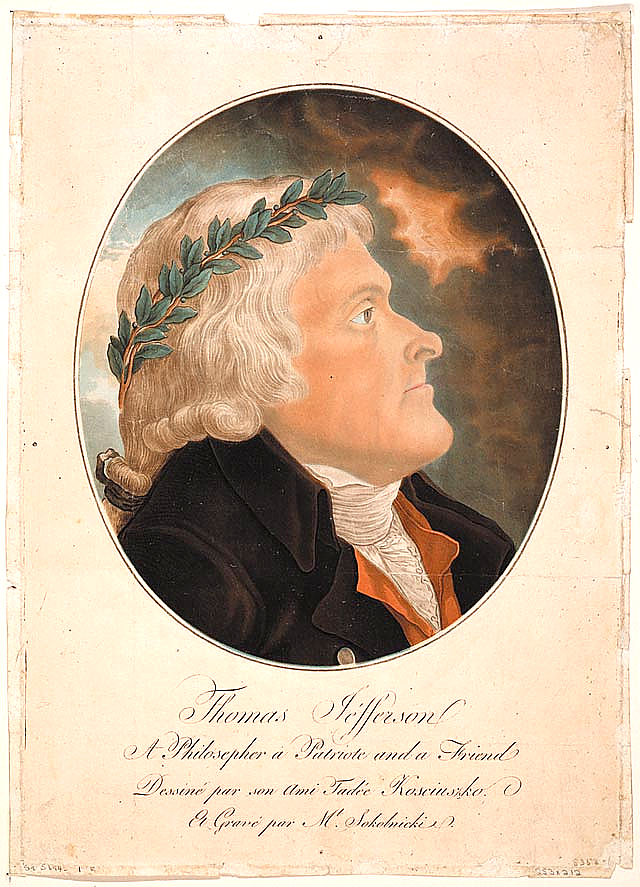
Портрет Томаса Джеферсона, створений самим Костюшко. З майбутнім президентом США його пов'язувала особиста дружба

Перебуваючи в Північній Кароліні, Тадей допомагав зміцнювати американські бази, а також брав участь в декількох невеликих операціях поблизу Чарльстона. По смерті свого друга, полковника Джона Лоуренса, Костюшко прийняв на себе відповідальність за розвідувальні операції в цьому районі. Під його командування перейшли 2 кавалерійські ескадрони та піхотний загін. 14 листопада 1782 року Тадеуш взяв участь у битві при Джеймс-Айленді, яка вважається останнім збройним зіткненням Континентальної армії у війні за незалежність. Тим не менш, він ледь не загинув у ній, а його невеликий загін розгромили. Втім, вже через місяць Костюшко оговтався й перебував у звільненому від британців Чарльстоні. Там він провів залишок війни аж до 23 квітня 1783 року, готуючи феєрверки для святкування з нагоди підписання Паризького мирного договору.
Після семи років неоплаченої служби Тадеуш Костюшко наприкінці травня 1783 року вирішив отримати зарплату, яка йому належала, проте цьому завадили фінансові труднощі молодої американської республіки. Багато інших офіцерів та солдатів Континентальної армії перебували у подібній ситуації. Костюшко очікував оплати, оскільки не мав коштів, аби навіть заплатити за подорож назад до Європи, тому був змушений зайняти гроші у польсько-єврейського банкіра Хаїма Соломона. Врешті-решт, йому видали сертифікат на 12280 доларів, які Костюшко зміг отримати лише 1 січня 1784. Окрім цього, він також одержав право на 500 акрів (202,34 гектара) землі, але тільки в тому випадку, якщо б оселився в США. Частину коштів уславлений польський інженер використав для звільнення рабів. За значні заслуги у війні за незалежність американський уряд 13 жовтня 1783 року надав Тадеушу звання бригадного генерала та американське громадянство. Костюшко став одним із трьох іноземців, прийнятих до почесного Ордену Цинцінната, невдовзі став членом Американського філософського товариства Джордж Вашингтон особисто нагородив його парою пістолетів, на яких було викарбувано напис «З багатьох одному» (Ex pluribus unum).

## Друге повернення до Речі Посполитої

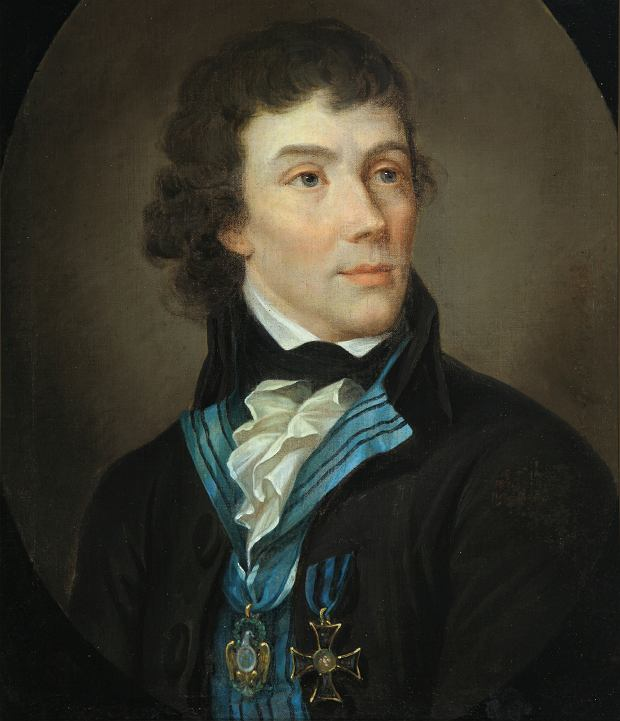
Портрет Костюшка, що нині зберігається в історичному музеї Кракова

У липні 1784 року Костюшко покинув Сполучені Штати, 26 серпня прибув до Речі Посполитої. Він вкотре подав прохання про приєднання до польської армії, однак даремно. На заваді цьому став конфлікт між його патронами: сім'єю Чорторийських з одного боку й королем Станіславом Августом Понятовським з іншого. Приголомшений подібним ставленням на батьківщині, Костюшко вирішив оселитися у селі Малі Сехновичі та зайнявся сільським господарством. Його брат Юзеф розтратив більшу частину сімейних угідь через невдалі інвестиції, але за допомогою своєї сестри Ганни Костюшко зумів отримати належну йому частку родинного маєтку. Попри те, що помістя приносило невеликий, проте стабільний прибуток, він вирішив обмежити панщину для своїх селян двома днями на тиждень. Жінки та діти були звільнені від роботи взагалі. Невдовзі його садиба перестала давати прибуток, а сам Тадеуш вліз у борги. Місцева шляхта вбачала у цьому ознаку небезпечного лібералізму. Саме на цей період припадає знайомство Костюшка з активістами ліберального спрямування, зокрема з публіцистом Станіславом Сташицем та керівником Патріотичної партії Гуго Коллонтаєм. Останній запропонував йому посаду викладача у Ягелонському університеті, що в Кракові, однак Костюшко відмовився від неї.
Становище змінилася з початком діяльності Чотирирічного сейму (1788—1792), який ініціював процес переломних змін у політичному житті Речі Посполитої. Однією із реформ сейму стало збільшення чисельності армії до 100 тисяч осіб. Костюшко побачив у цьому шанс знову повернутися до військової справи. Він виїхав до Варшави, де брав участь у політичних дебатах за межами Великого сейму та виступав з пропозицією створення народного ополчення за американським зразком. Коли політичні соратники Тадеуша здобули ширший вплив на короля, Костюшко знову подав заявку на вступ до війська і 12 жовтня 1789 року за рекомендацією берестейського сеймика (за нього клопотали Чарторийський, Фредерік Мошинський, князь Сапега, Северин Потоцький і Людвіка Любомирська) отримав посаду генерал-майора. Хоча сам Анджей Бонавентура прагнув потрапити в армію Великого князівства Литовського, його призначили в Королівське військо. Однак, висока оплата у розмірі 12000 злотих на рік поставила крапку у багатолітніх фінансових труднощах.

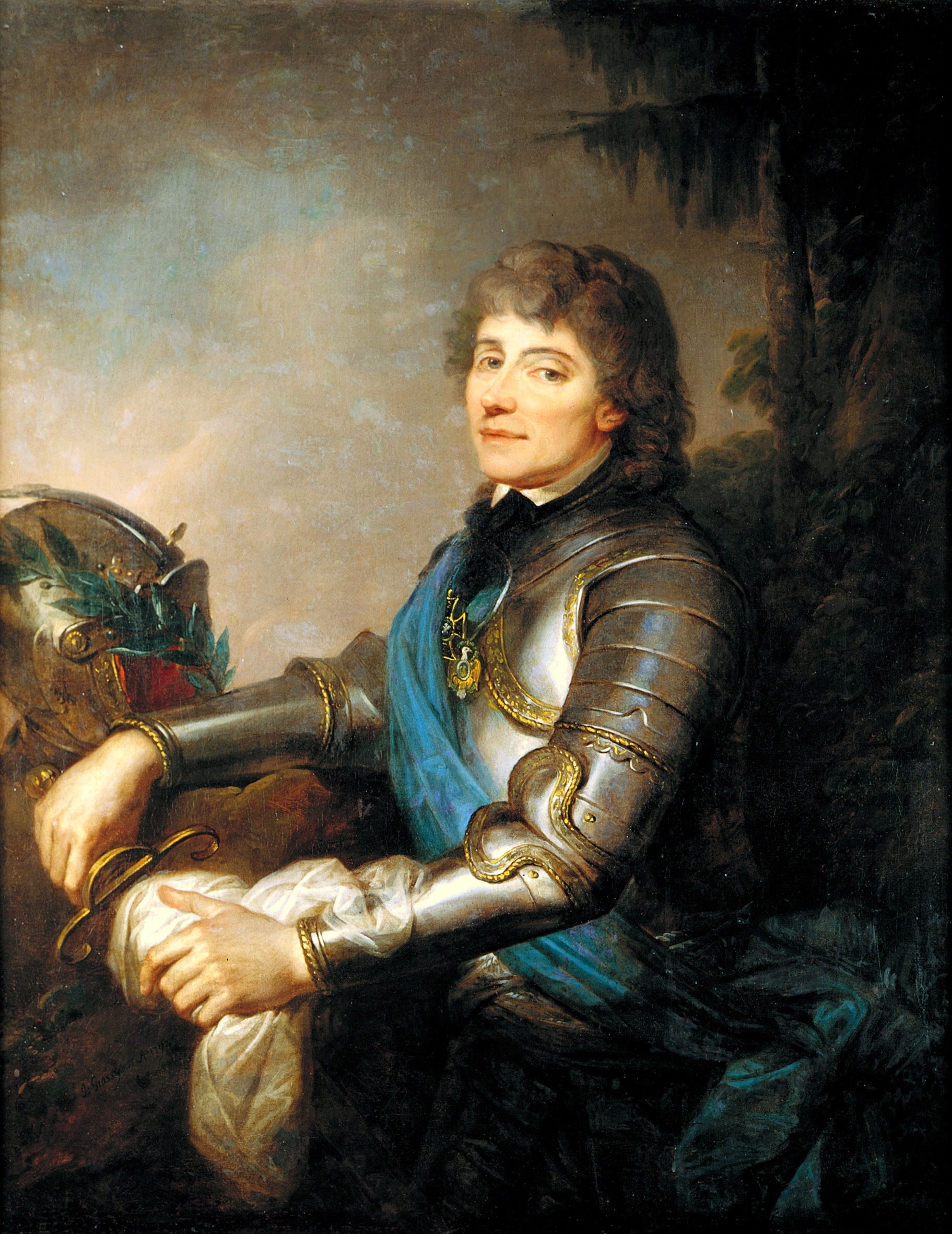
Портрет, зроблений австрійським малярем Йосифом Грассі 1792 року

1 лютого 1790 року Костюшко прибув у Влоцлавек і в середині березня розпочав службу. Влітку йому було доручено командування кількома піхотними і кавалерійськими частинами в районі між річками Бугом і Віслою. У серпні 1790 року його передислокували до Поділля, де поблизу Старокостянтинова і Меджибожа розташовувалися довірені йому підрозділи. Після свого призначення командувачем дивізією князь Юзеф Понятовський, племінник короля, назначив Костюшка своїм заступником. Перебуваючи в Україні, Тадеуш переживає друге велике кохання у своєму житті, цього разу до 18-літньої Теклі Журовської, доньки жидачівського хорунжого Юзефа Журовського з села Гнатівці. Попри 27-річну різницю у віці, дівчина відповіла взаємністю, між закоханими кілька місяців тривало листування, частину листів Костюшка опубліковано. Однак, батько Текли відмовив прохання руки доньки, посилаючись на відсутність у потенційного зятя маєтностей.
Тим часом Тадеуш Костюшко тісно зблизився з політичними реформаторами, надаючи підтримку Гуго Коллонтаю, Юліану Нємцевичу та іншим діячам. Він поділяв їхні демократичні погляди і стверджував, що селяни, греко-католики та євреї повинні отримати рівні цивільні права, що дасть їм мотивацію для захисту Речі Посполитої у випадку війни. Політичні реформатори, об'єднані в підтримувану Пруссією Патріотичну партію, здобули перемогу з прийняттям Конституції 3 травня 1791 року. Костюшко розглядав дану подію як крок у правильному напрямку, проте був розчарований збереженням монархії і відсутністю заходів для покращення становища найзнедоленішого населення: селян та євреїв. Пізніше, вже ставши керівником визвольного повстання, він писав публіцисту Юзефу Павліковському: «Я не буду боротися за одну тільки шляхту, я хочу свободи для всієї нації і лише за неї буду жертвувати своїм життям». Сусіди Речі Посполитої вбачали у реформі конституції небезпеку їхньому впливу на польську політику. Внутрішнє невдоволення панувало і серед консервативної частини магнатів, які вважали Основний закон загрозою для власних привілеїв і тому ратували за його скасування. Не добившись цього, вони 14 травня 1792 року сформували Тарговицьку конфедерацію й звернулися за допомогою до російської імператриці Катерини II. 18 травня 1792 року російська армія перетнула кордон Речі Посполитої, розпочавши таким чином російсько-польську війну 1792.

### Війна 1792 року

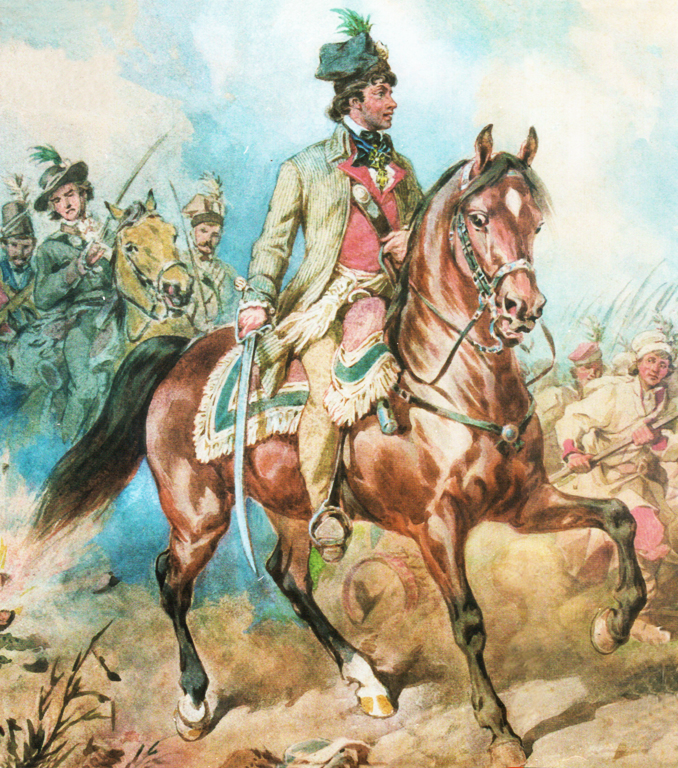
Картина Юліуша Коссака

Вступ численної царської армії проти законного уряду історики розглядають не інакше, як акт явної агресії. Російські війська, маючи в своєму розпорядженні близько 98 000 солдатів зі значним бойовим досвідом, володіли майже потрійною чисельною перевагою. Річ Посполита могла протиставити тільки 37 000 бійців. Перед самим початком ворожої інтервенції Костюшко отримав посаду заступника командира піхотної дивізії Юзефа Понятовського, що дислокувалася в Західній Україні. Коли князь 3 травня 1792 став головнокомандувачем коронної армії, Тадеуш зайняв пост командира дивізії під Києвом. Росіяни атакували фронт силами 3 армій, потужний наступ яких змусив польські підрозділи відступити вглиб країни. Розуміючи неможливість оборони позицій на всій ділянці фронту, Костюшко запропонував сконцентрувати сили на найнебезпечніших напрямках та ліквідувати корпуси супротивника один за одним. Одержані таким чином швидкі перемоги, на його думку, мали б нівелювати чисельну перевагу та підвищити моральний дух не надто досвідчених польських жовнірів. Втім, Понятовський відкинув цей план.
22 травня 1792 року російські війська перейшли кордон в Україні. Королівська армія була занадто слабка, аби завадити стрімкому просуванню чотирьох ворожих колон, тому солдати під командуванням Костюшка відійшли з боями на західний берег річки Південний Буг. 18 червня Понятовський виграв битву під Жилинцями. Дивізія самого Тадеуша виконувала функцію окремого ар'єргарду. Вона не брала безпосередньої участі у бойових діях, а з'єдналася з основними силами тільки з настанням темряви. Однак, старанна оборона тилу та флангів основних військ посприяли перемозі і за це Костюшко отримав тільки що введений орден Virtuti Militari. Однак, польський відступ продовжувався, 7 липня війська Костюшка вступили в бій у місті Володимир. Перейшовши на північний берег Бугу, армія Речі Посполитої для утримання оборонної лінії розділилась на 3 дивізії. Даний маневр відбувся без врахування думки Костюшка і всупереч очікуванням тільки ослабив польську армію.

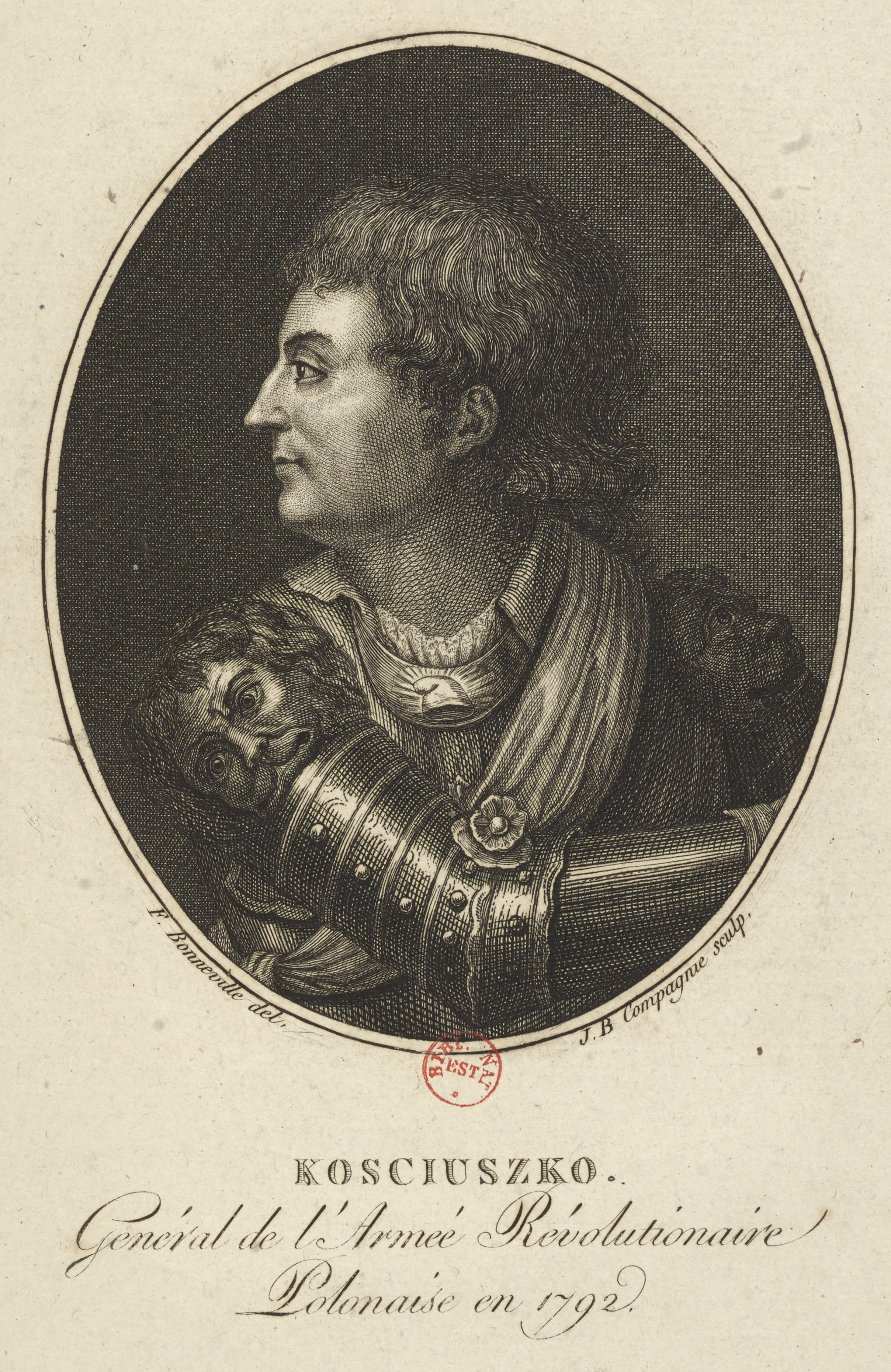
Французька гравюра Тадеуша Костюшка, створена Франсуа Бонневілем

Бойові з'єднання Тадеуша призначались для захисту південного флангу поряд з австрійським кордоном. У битві під Дубенкою, яка відбулася 18 липня 1792 року, на ар'єргард Костюшка рухнула вся сила російської атаки. Маючи лише близько 6000 (за іншими даними, 5300) бійців та 24 гармати, він зумів на необхідний час стримати натиск російського генерала Михайла Каховського та його 25 000 солдат. У битві польський воєначальник вміло використав пересічну місцевість та польові укріплення, змусивши царську армію прийняти бій у невигідному для них місці — на вузькій ділянці болотистої місцевості між австрійським кордоном та річкою. П'ять годин полякам вдавалося стримувати супротивника, що дозволило дивізіям Понятовського і Михайла Вільгорського відійти від Бугу. Після втрати Костюшком всіх польових укріплень та гармат коронна армія відступила від Дубенки. Попри відступ, ця битва принесла йому славу одного із найобдарованіших полководців Речі Посполитої.
Після завершення битви король Станіслав Август Понятовський підвищив Тадеуша Костюшка до звання генерал-лейтенанта і нагородив орденом Білого орла. Звістка про вдалі дії під Дубенками поширились Європою, і 26 серпня він отримав почесне громадянство революційної Франції. У той час, коли Костюшко вважав результат війни все ще невирішеним, 24 липня король, побоюючись поразки, наказав припинити бойові дії проти Росії й оголосив про приєднання до Тарговицької конфедерації. Ця звістка шокувала армію, болюче її сприйняв і сам Тадеуш, який вирішив оголосити королю рокош. Втім, Юзеф Понятовський відрадив його від такого кроку. На знак протесту Костюшко 30 серпня 1792 року подав у відставку, на короткий час повернувся до Варшави, де отримав підвищення й платню, та категорично відкинув пропозицію короля залишитись в армії. Приблизно в той же час він захворів на жовтяницю.

## Еміграція
Капітуляція Речі Посполитої стала важким ударом для Костюшка, який не програв жодної битви впродовж всієї кампанії. Всередині вересня він подав у відставку й на початку жовтня виїхав з Варшави. Спершу він вирушив до австрійської Галичини, до сімейної резиденції Чорторийських в Сеняві, де зібралося багато невдоволених ситуацією. В середині листопада Тадеуш перебрався до Львова, де провів два тижні. Мешканці міста зустріли його із почестями: постать уславленого полководця приваблювала натовп, який вбачав у ньому справжнього національного героя. Польська аристократка Ізабелла Чорторийська навіть запропонувала Костюшку руку своєї дочки Софії. Австрійці, які володіли Львовом, запропонували воєначальнику місце в своїй армії, але він відмовився. Після цього, вони вирішили арештувати Тадеуша, проте він покинув місто раніше. Наприкінці місяця він зупинився в маєтку Замойських, де зустрівся зі Станіславом Сташицем.
Після недовгого перебування в Пулавах Костюшко спершу 12-13 грудня побував у Кракові, а 17 грудня — у Вроцлаві. Незабаром він переїхав до німецького Лейпцига, де польські військові і політики створили своєрідну еміграційну діаспору. Пізніше він з деякими іншими емігрантами взяв участь у розробці планів повстання проти російського правління в Речі Посполитої. Політичні діячі, що групувалися навколо Іґнація Потоцького та Гуго Коллонтая, шукали контакти з подібними опозиційними групами в самій Польщі, і невдовзі весною 1793 року до них приєдналися низка політиків та революціонерів, зокрема Ігнацій Дзялинський. Хоча Коллонтай та інші готували повстання ще до того, як до них долучився сам Костюшко, його підтримка виявилась вельми сприятливою, оскільки Тадеуш вважався одною із найпопулярніших особистостей в Речі Посполитій.

## Національно-визвольне повстання

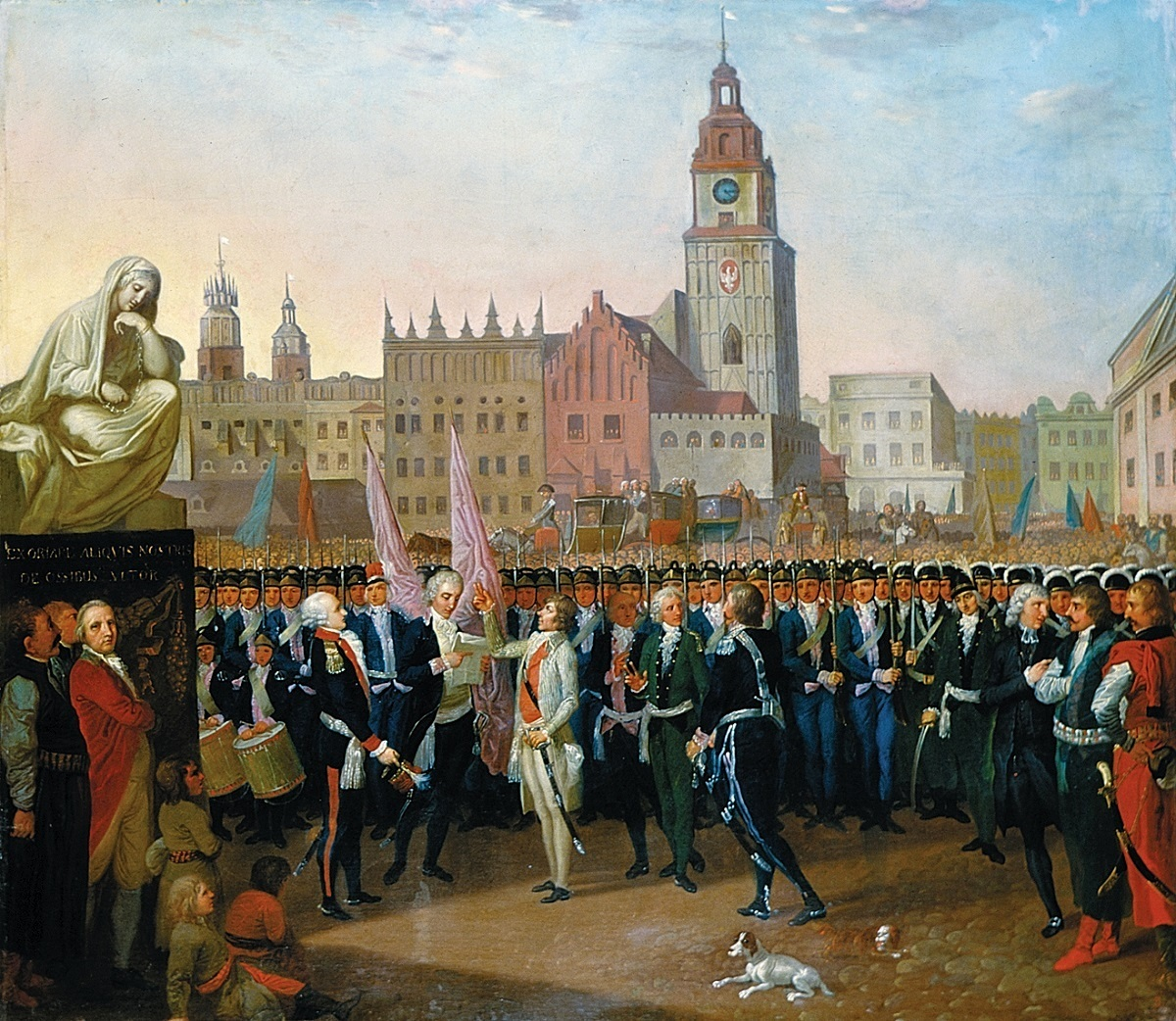
Франциск Смуглевич. Присяга Тадеуша Костюшка на краківському ринку. 1797 (Національний музей, Познань)

Після повернення з Франції до Саксонії, а потім у Галичину Костюшко активно включився в підготовку загальнонаціонального повстання, «диктатором» якого його було вирішено призначити. Фактично повстання почалося 12 березня 1794 року, коли генерал Антоній Мадалиньський відмовився скорочувати I Велькопольську бригаду національної кавалерії і рушив на чолі її з Остроленки на Краків. При звістці про це Костюшко негайно з'явився до Кракова і там проголосив Акт повстання, присягнув сам, привів до присяги жителів і гарнізон. Актом повстання, підписаним всіма краківцями, Костюшко був проголошений «Начальником повстання», і йому була надана вся повнота цивільної і військової влади в країні. Цей день — 24 березня — звичайно і вважають днем початку повстання. 24 березня Тадеуш звернувся до населення, випустивши чотири патріотичні відозви: «До війська», «До громадян», «До священиків», «До жінок».

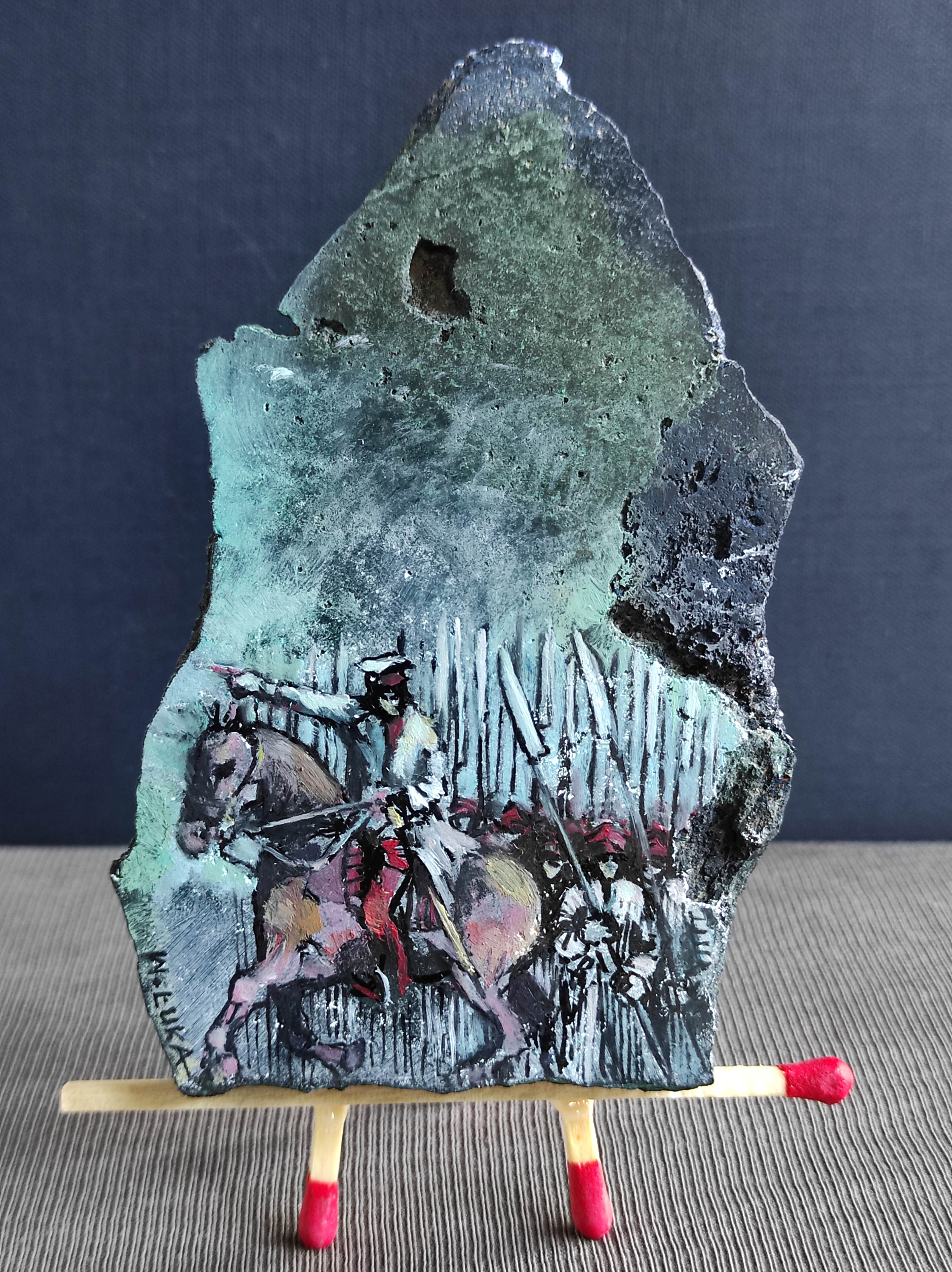
Битва під Рацлавицями. Картина маслом 132×77 мм Войцеха Луки, експонат Музей професійного мініатюрного мистецтва Генрик Ян Доміняк в Тихах

Під командуванням Костюшка повстанці здобули перемогу над царськими військами під Рацлавицями (4 квітня). Повстання міщан звільнило Варшаву (17-18 квітня) і Вільно (22-23 квітня). Облога Варшави, що відбулася потім спільною російсько-пруською армією, закінчилася невдачею значною мірою завдяки умілому керівництву обороною з боку Костюшка. 7 травня Костюшко видав Поланецький універсал, у якому селянам обіцялося особисте звільнення і зменшення повинностей. 10 жовтня в бою під Мацеєвицями з російськими військами під командуванням Ферзена Костюшко був важко поранений, узятий в полон корнетом Харківського легкокінного полку Ф. І. Лисенком і запроторений в Петропавлівську фортецю.

### Еміграція
У листопаді 1796 році, одразу по смерті Катерини II, його звільнив Павло I, якому Костюшко приніс вірнопіддану присягу, ймовірно за наполяганням придворних, що запевняли, що інакше імператор не звільнить 12 тисяч польських полонених. Виїхав в США, але в 1797 році повернувся до Європи і з 1798 року влаштувався під Парижем. Ставлячись до Наполеона як до тирана, категорично відмовлявся від будь-якої співпраці з ним, хоча в 1806 році йому пропонували підняти повстання в Польщі і очолити Велике герцогство Варшавське, проте Костюшко, не отримавши від Наполеона гарантій відновлення Польщі в колишніх межах, категорично відмовився від пропозиції, вважаючи негідним себе бути знаряддям в руках французького імператора. 1815 року відмовився від запрошення Олександра I очолити адміністрацію Царства Польського, також після того, як дізнався, що Польща не буде відновлена у межах 1772 року.
Захворів 1 жовтня, 10 жовтня написав заповіт, помер 15 жовтня 1817 року в швейцарському місті Золотурн. Біля ліжка вмираючого не було жодного поляка. Церемонія похоронів відбулась 19 жовтня в єзуїтській церкві. Його забальзамоване тіло перевезли для поховання до Вавельської катедри Кракова, де поховали 23 червня 1819 року у крипті Св. Леонарда. Нутрощі були поховані на цвинтарі в Цухвиллі під Солурою, серце у 1927 році повернули на Батьківщину (Музей народовий, Варшава).

## Пам'ять про Костюшка

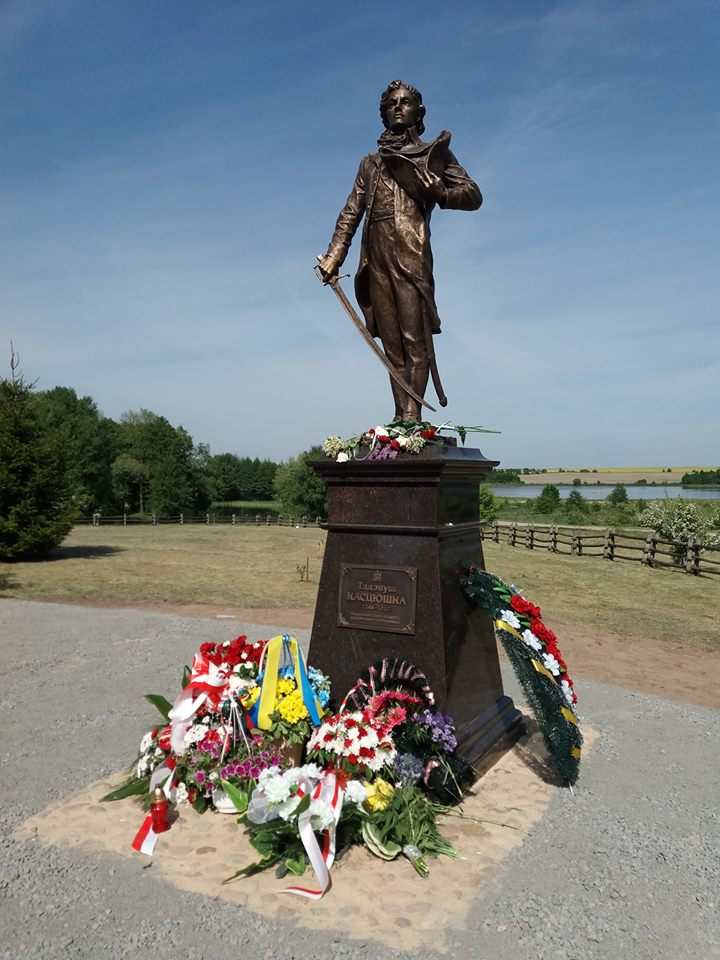
Монумент Тадеушу Костюшко у Меречовщині, Білорусь

### В Україні
Попри руське походження та віру, Тадей Костюшко був прибічником польської версії французької концепції лінгвістичної одноманітності населення Польщі. Саме за рахунок мови він бачив можливість полонізації руського та інших народів давньої Речі Посполитої, з подальшою можливістю використання їх у протистоянні з росіянами, пруссами та австрійцями:
|                                                                                      | ...упокорення русинів неможливе без заспокоєння їх фанатизму, це можна здійснити "вірним і найм'якішим способом", а саме об'єднуючи їх свята все з нашими, нехай один буде календар, також треба зробити так, щоб попи могли служити літургії по-польськи... ...Привчати їх [русинів] треба до польської мови, нехай по-польськи все їх служби будуть. Згодом дух польський в них увійде. За ворога будуть потім вважати того, хто б не знав національної мови. Почнуть ненавидіти москаля, пруссака і австріяка так, як француз ненавидить англійця... |
| — З листа своєму сусіду (і послу трокському на Чотирирічний сейм) Міхалу Залевському | |

В Україні є вулиці на його честь у Володимирі, Дніпрі, Ківерцях, Костянтинівці, Кривому Розі, Львові, Рівному, Сніжному та Хмельницькому.

### За кордоном
- У 1840 році польський дослідник Павел Стшелецький назвав відкриту ним в Австралії гору ім'ям Костюшка. Гора Костюшка — є найвищою горою Австралії, її висота становить 2228 метрів. На сьогодні ця гора є центром Національного парку ім.  Костюшка.
- Амброз Бірс присвятив Костюшко поезію «Свобода».
- У Санкт-Петербурзі та Нью-Йорку є вулиюиці Тадея Костюшка.
- У Нью-Йорку його іменем названо міст, школу і станцію метро.
- У Кракові в пам'ять про Тадея Костюшка збудовано курган.
- У 1933 році пошта США випустила пам'ятну марку із зображенням «Бригадного генерала Тадея Костюшка», статуї, яка стоїть на площі Лафайєт у Вашингтоні, округ Колумбія, біля Білого дому. Марка була видана до 150-ї річниці натуралізації Костюшка як американського громадянина. Польща також випустила кілька марок на його честь.